# بامیفیلین
بامیفیلین (به انگلیسی: Bamifylline) با فرمول شیمیایی C20H27N5O3 یک ترکیب شیمیایی با شناسه پاب‌کم 449520 است. که جرم مولی آن ۳۸۵٫۴۶۰۰۸ گرم بر مول می‌باشد. 